# Jonathan Groff
Jonathan Drew Groff (geboren 26 maart 1985) is een Amerikaanse acteur en zanger.
Op 22-jarige leeftijd werd Groff genomineerd voor een Tony Award voor zijn rol als Melchior Gabor in de Broadway rockmusical Spring Awakening. Hij vertolkte ook de rol van Claude in de veelgeprezen heropleving van Hair. Groff was regelmatig te zien op off-Broadway, waar hij een Obie Award won voor de hoofdrol in twee van Craig Lucas' toneelstukken, Prayer for My Enemy en The Singing Forest. Hij maakte zijn West End debuut in de heropleving van het toneelstuk Deathtrap tegenover Simon Russell Beale. Hij speelde ook in het tweemans toneelstuk Red naast Alfred Molina. Daarnaast vertolkte Groff in 2015 en 2016 de rol van King George III in de broadway-musical Hamilton, en in de gelijknamige film uit 2020. 
In 2013 speelde Groff in de allereerste filmbewerking van auteur David Sedaris' werk, C.O.G., waarin hij een personage speelt dat gebaseerd is op Sedaris zelf, en als de stem van Kristoff in onder andere Frozen, Frozen II, Frozen Fever, Olaf's Frozen Adventure en Once Upon a Studio. Op televisie speelde Groff de terugkerende rol van Jesse St. James in de Fox serie Glee, en 2014-2015 speelde hij als Patrick Murray in de HBO-serie Looking. Van 2017 tot 2019 speelde hij de hoofdrol in de misdaadserie Mindhunter.
In 2021 speelde Groff de rol van Agent Smith in de film The Matrix Resurrections.
- Bibliothèque nationale de France: cb16950941n (data)
- Gemeinsame Normdatei: 1070035661
- International Standard Name Identifier: 0000 0000 6596 1073
- Library of Congress Control Number: n2009046077
- MusicBrainz: f2e11566-b21e-4387-b7f6-e1c24d46fbde
- Nationale Bibliotheek van Tsjechië: xx0282392
- Nationale Bibliotheek van Israël: 987007458858905171
- Virtual International Authority File: 91060393
- WorldCat: E39PBJjHjvgqkVvw9886pcVDMP